# Placer (géologie)
Pour les articles homonymes, voir Placer.

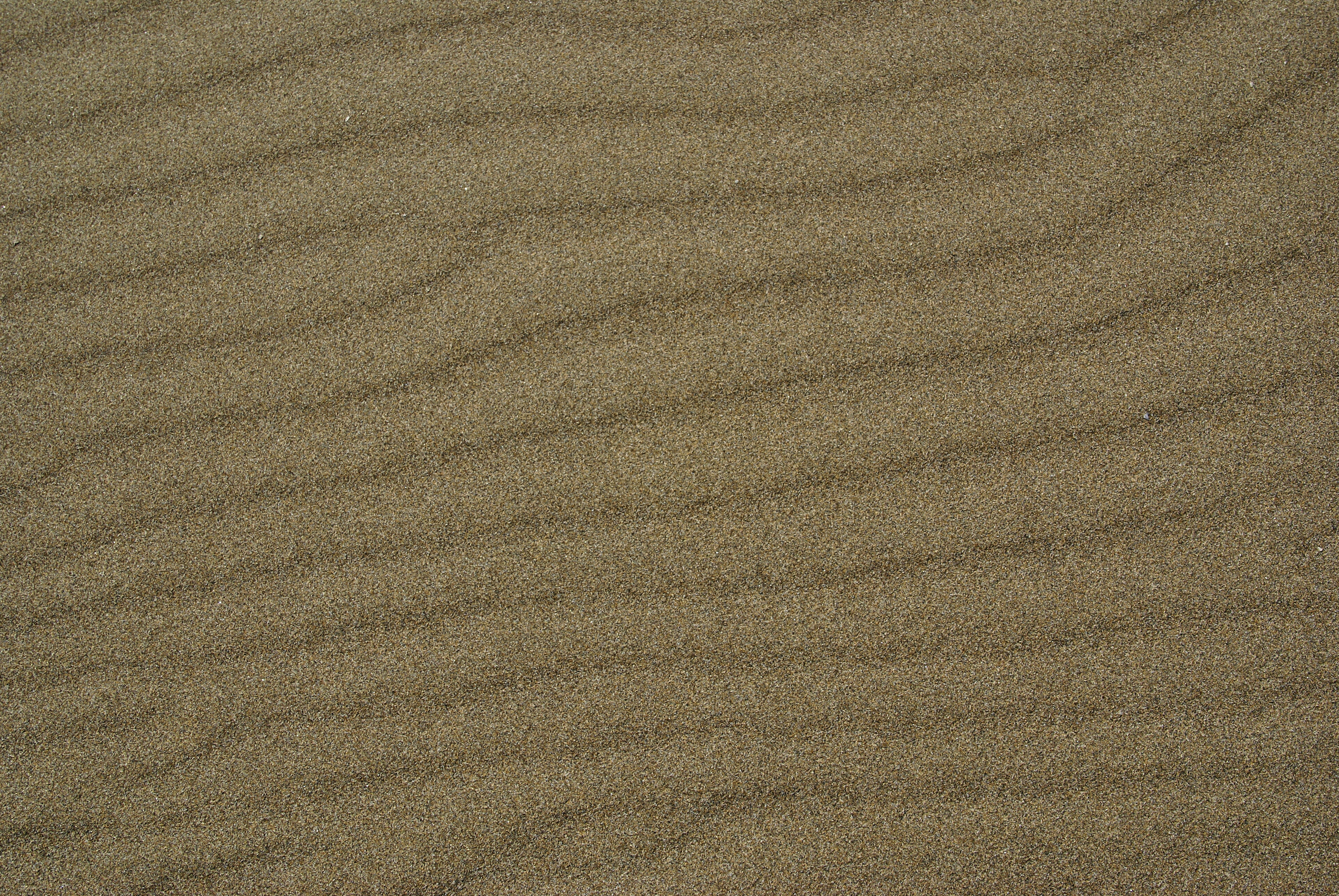
Les minéraux lourds (noirs) d'un sable de plage se séparent en placer dans le creux de rides de courant.

En géologie, un placer (ce qui se prononce \pla.sɛʁ\, comme "placère" ; ici ['plasɛːʁ]) est une accumulation de la fraction dense d'un sédiment détritique, séparée par densité au cours de son transport pendant un processus sédimentaire (alluvions, éluvions ou rides de courant par exemple). Le terme « placer » vient du mot espagnol placer qui signifie « sable alluvial ». L'exploitation minière des placers est une source importante d'or et de minéraux précieux et a été la principale technique utilisée dans les premières années de nombreuses ruées vers l'or, y compris en Californie.

## Étymologie
En espagnol le mot placer, au sens géographique et géomorphologique, désigne un banc de sable, de boue voire de pierres, en principe plat et peu profond. Par extension le mot a été utilisé aux Antilles pour désigner des pêcheries où l'on extrayait des perles, et des mines riches en métaux.
À l'origine le mot placer signifie « plaisir ». Selon le mathématicien et mythographe Juan Pérez de Moya (es) (v. 1512-1596), le mot aurait été employé ironiquement, parce que pour un navire ce n'était justement pas un plaisir que de s'échouer sur un banc de sable et ne plus pouvoir avancer ni reculer.

## Processus de formation

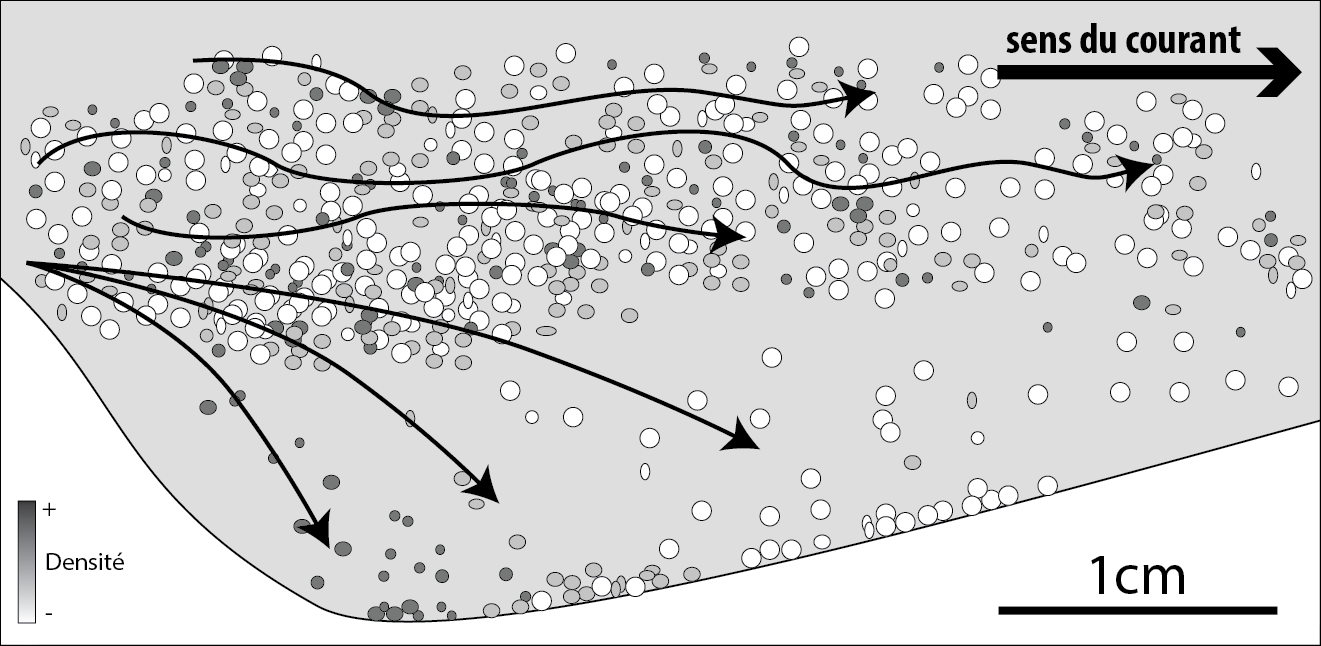
Séparation des minéraux lourds en placer

Les placers sont le plus souvent des formations originaires d'un contexte fluviatile. À l'initiation de l'histoire géologique de la genèse des placers, des reliefs portent des roches-sources à l'affleurement. Ces dernières contiennent dans leur assemblage minéralogique des phases minérales qui sont porteuses d'éléments métalliques. Ces phases sont le plus souvent présentes en faible quantité relative dans la roche (il s'agit de minéraux dits « accessoires ») formées dans la plupart des contextes géologiques (métamorphisme, hydrothermalisme, magmatisme, bassin sédimentaire…). L'érosion mécanique et chimique libère ces minéraux de la roche-source sous forme de particules, qui sont entraînées et transportées par l'eau par des processus de flottation dynamique ou de saltation. Dès que la dynamique de l'eau vectrice du déplacement diminue, que ce soit du fait du ralentissement du débit, par étalement du flux, par approfondissement du lit d'écoulement, ou encore par augmentation de la viscosité de l'eau (évaporation de l'eau ou apport d'une charge minérale supplémentaire, formation d'une boue…), les particules tendent à sédimenter. Si le dépôt n'est pas massif et brutal, des lits de sédiments tendent à se former, dans lesquels les grains minéraux se retrouvent généralement classés en fonction de leur granulométrie et de leur densité. Les grains des minéraux que l'on appelle communément mais par abus de langage les minéraux lourds, sous-entendu les minéraux denses, s'accumulent en base de ces unités de dépôt, en accord avec la loi de Stokes. Si l'accumulation sédimentaire est suffisamment importante, des loupes enrichies en une espèce minérale ou en plusieurs éléments métalliques se forment. Ces concentrations sont préservées des éventuelles reprises d'érosion et forment des gîtes minéraux de type placer qui peuvent devenir des gisements si leur exploitation est économiquement rentable.

## Cas particuliers
Des placers de dimensions exceptionnelles peuvent être déposés au cours d'évènements géologiques majeurs (comme des tsunamis ou glissements de terrain). Au cours du grand tsunami du 26 décembre 2004, des placers de plusieurs kilomètres de long se déposèrent sur le segment côtier de la région de Kerala (Inde).